# Varšavski pakt
Varšavski pakt (tudi Varšavski sporazum; uradno polno ime je bilo Varšavski sporazum o prijateljstvu, sodelovanju in vzajemni pomoči) je bila vojaška zveza držav vzhodnega bloka, ki so se organizirale kot odgovor na zahodno ustanovitev Nata (1949). Ustanovitev Varšavskega pakta je pospešil vstop ponovno oborožene Zahodne Nemčije (ZRN) v zvezo NATO po ratifikaciji pariških dogovorov (5. maj 1955). ZSSR je namen sporazuma videla predvsem v oblikovanju sile, nasprotne zvezi NATO, in v načrtnem povezovanju oboroženih sil socialističnih držav. Varšavski sporazum je sestavil Nikita Hruščov leta 1955 in je bil podpisan v Varšavi (po kateri je dobil najbolj znano ime) 14. maja 1955. Ker je bil podpisan za omejeno časovno obdobje 30 let, je bil obnovljen leta 1985, 1990 pa je po združitvi obeh Nemčij oz. de facto priključitvi Vzhodne Nemčije Zahodni izgubil eno članico
Pakt je po spremembi režimov v vzhodnoevropskih državah ter političnih spremembah v ZSSR na prelomu 90. let 20. stoletja propadel 31. marca 1991 in bil uradno razpuščen tudi kot politična organizacija v Pragi 1. julija 1991.

## Članice
- ZSSR
- Albanija (izstopila v 60. letih)
- Bolgarija
- Romunija
- Nemška demokratična republika (NDR)
- Madžarska
- Poljska
- Češkoslovaška

Podpisnice so bile vse komunistične države Vzhodne Evrope, razen Jugoslavija (glej tudiː Spor med Titom in Stalinom). Članice pakta so se zavezale, da bodo varovale druga drugo, če bo napadena katerakoli izmed članic. Sporazum je tudi navajal, da odnosi med članicami temeljijo na vzajemnem nevmešavanju v notranje zadeve, spoštovanju narodne suverenosti in neodvisnosti - te določitve so bile pozneje kršene s posredovanji na Madžarskem in Češkoslovaškem.
Albanija je nehala podpirati pakt 1961 kot posledica kitajsko-sovjetskega razkola, v kateri se je trdi stalinistični režim povezal z Ljudsko republiko Kitajsko; uradno se je umaknila iz pakta zaradi njegove invazije na Češkoslovaško leta 1968.

## Vodstvo
Vrhovni poveljniki Združenih oboroženih sil Varšavskega pakta
- 1955—1960 — Ivan Stepanovič Konjev — maršal Sovjetske zveze
- 1960—1967 — Andrej Antonovič Grečko — maršal Sovjetske zveze
- 1967—1976 — Ivan Ignatijevič Jakubovski — maršal Sovjetske zveze
- 1977—1989 — Viktor Georgijevič Kulikov — maršal Sovjetske zveze
- 1989—1991 — Pjotr Georgijevič Lušev — general armade

Načelniki štaba Združenih oboroženih sil Varšavskega pakta
- 1955—1962 — Aleksej Inokentijevič Antonov — general armade
- 1962—1965 — Pavel Ivanovič Batov — general armade
- 1965—1968 — Mihail Ilič Kazakov — general armade
- 1968—1976 — Sergej Matvejevič Štjemjenko — general armade
- 1976—1988 — Anatolij Ivanovič Gribkov — general armade
- 1989—1991 — Vladimir Nikolajevič Lobov — general armade

## Organizacija
- Politični posvetovalni komite

- Stalna komisija
- Skupni sekretariat
- Komite obrambnih ministrov

- Združeno vrhovno poveljstvo

- Pomorske sile
- Zračnoobrambne sile
- Tehnični komite
- Komite za urjenje